# 粟島 (新潟縣)

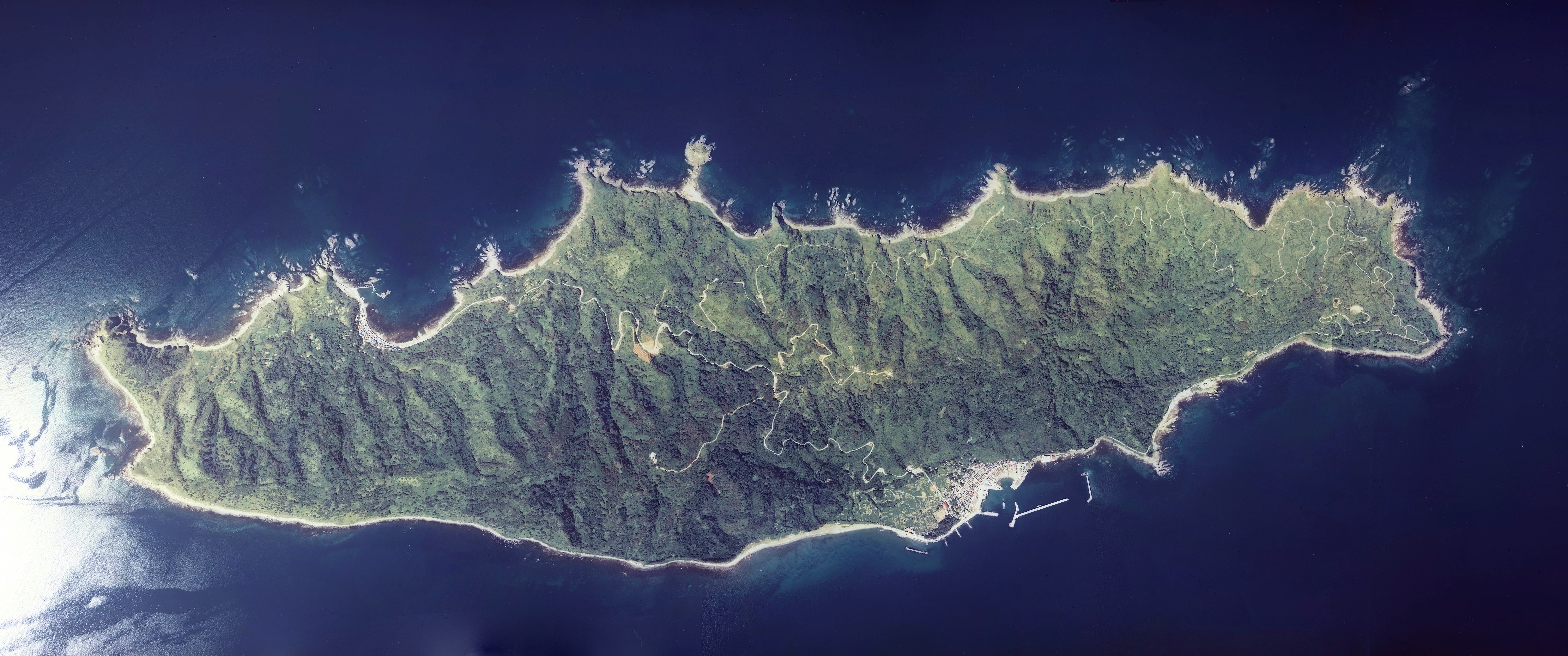
粟島。圖中正上方方向為西北方向。

粟島（日语：あわしま）是位於日本新潟縣北部日本海中的一個島嶼，全島屬新潟縣岩船郡粟島浦村管轄。面積9.86平方公里。島嶼東側有兩個村莊。粟島東海岸發現了5處繩文時代的遺跡，顯示該島在當時就應該有人居住。1964年，受新潟地震的影響，粟島整體隆起了約1米，島上的水田也因此消失。現在島上的主要產業是農漁業和觀光產業。

## 外部連結
- 粟島へようこそ （页面存档备份，存于）（粟島浦村役場公式サイト）